# Семиозерское сельское поселение
Семиозерское се́льское поселе́ние (тат. Җидекүл авыл җирлеге, Cidekül awıl cirlege) — муниципальное образование в Высокогорском районе Татарстана Российской Федерации.
Административный центр — село Семиозерка.

## История
Образован 23 марта 1919 года как Семиозёрский сельсовет в составе Каймарской волости Казанского уезда той же губернии.
С 1920 года в составе той же волости Арского кантона Татарской АССР; при укрупнении волостей в Татарской АССР в 1924 отошёл к Калининской волости. С 1927 года в составе Казанского района, с 1938 года в составе Юдинского района.
В 1954 году в состав сельсовета перечислены населенные пункты Макаровка, Щербаковка и Петропавловский Борисоглебского сельсовета.
В 1958 году перечислен в состав Высокогорского района.
При очередном укрупнении сельсоветов в Татарской АССР в 1959 году в состав сельсовета был включен Шигалинский сельсовет; в том же году были упразднены 2 населённых пункта: Малые Шигали и посёлок Юдинской МТС.
В 1970-е  –1980-е годы был упразднён посёлок Петропавловский.
В 1991 году Щербаковка была передана Кадышевскому сельсовету. После упразднения Кадышевского сельсовета в 1998 году к Семиозёрскому сельсовету отошёл посёлок Озёрный.
Статус и границы сельского поселения установлены Законом Республики Татарстан от 31 января 2005 года № 20-ЗРТ «Об установлении границ территорий и статусе муниципального образования "Высокогорский муниципальный район" и муниципальных образований в его составе».

## Население
| 2010  | 2011  | 2012 | 2013 | 2014 | 2015 | 2016  |
| ----- | ----- | ---- | ---- | ---- | ---- | ----- |
| 768   | ↗769  | ↗791 | ↗829 | ↗874 | ↗922 | ↗1010 |
| 2017  | 2018  |      |      |      |      |       |
| ↗1141 | ↗1270 |      |      |      |      |       |

## Состав сельского поселения
| № | Населённый пункт | Тип населённого пункта       | Население |
| - | ---------------- | ---------------------------- | --------- |
| 1 | Макаровка        | деревня                      |           |
| 2 | Озёрный          | посёлок                      |           |
| 3 | Светлое Озеро    | посёлок                      |           |
| 4 | Семиозерка       | село, административный центр |           |
| 5 | Тёплый Ключ      | деревня                      |           |
| 6 | Шигали           | село                         |           |

## Транспорт
Через село Шигали и посёлок Озёрный идёт автобус 93 до станции метро Авиастроительная.